# Assedio di Steenwijk (1580-1581)
L’assedio di Steenwijk fu un assedio combattuto nell'ambito della guerra degli ottant'anni che si svolse dal 18 ottobre 1580 al 23 febbraio 1581 presso la città di Steenwijk, negli attuali Paesi Bassi.

## Antefatto
Nel marzo del 1577, gli spagnoli portarono un contingente di soldati dalla Vallonia per mantenere il loro controllo nella provincia ribelle dell'Overijssel. Nel marzo del 1580 le forze ribelli olandesi subirono il tradimento di George van Lalaing (conte di Renneberg e già statolder di Groninga), il quale si era schierato a favore della Spagna nel conflitto.
La provincia dell'Overijssel aveva ben poche truppe ribelli olandesi ad assisterla (una compagnia di soldati guidati dal capitano Olthof), ma nell'ottobre del 1580 giunse a Steenwijk una seconda compagnia di 600 soldati guidati da Johan van den Kornput. Nel 1578, Kornput aveva già prestato una vitale assistenza a Lalaing (prima del suo tradimento) nel corso dell'assedio di Deventer. Successivamente la città era stata costretta alla resa ed era caduta nelle mani degli Stati Generali.

## L'assedio
Il 18 ottobre 1580, il giorno dopo l'arrivo di Kornput a Steenwijk, un'armata spagnola di 6000 fanti e 1200 cavalieri al comando di Lalaing pose assedio a Steenwijk.

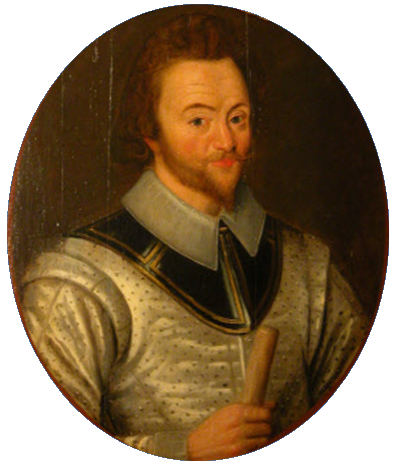
John Norreys

Un bombardamento a novembre distrusse circa settanta case dell'abitato, piagando ancor più i cittadini che già soffrivano per la carestia che in quell'anno aveva interessato le campagne locali. I ribelli olandesi tentarono per due volte di levare l'assedio ma senza successo e quindi si risolsero a chiedere aiuto a John Norreys che si trovava nel Brabante coi suoi uomini. Promosso al rango di generale, Norreys marciò su Steenwijk con 2000 uomini.
Norreys giunse a Steenwijk il 15 dicembre, ma la sua colonna venne da subito attaccata dagli spagnoli. Nello scontro che si svolse lungo le rive del fiume Vledder Aa, inglesi ed olandesi furono in grado di respingere gli spagnoli. Gli spagnoli dovettero abbandonare la loro posizione, lasciandosi dietro armature ed equipaggiamento. Con questo vantaggio, Norreys riuscì a rompere le trincee degli assedianti ed a rifornire di beni la città. Questa breve pausa nell'assedio, per quanto appunto temporanea, risultò alla fine un punto di svolta fondamentale nell'operazione.
Dal momento che l'assedio si stava svolgendo in pieno inverno, assedianti ed assediati soffrivano per il freddo. Il canale della città ed il Vledder Aa erano ghiacciati e questo creava molti problemi di stabilità nel tentativo di attraversare questi punti. Una sortita a sorpresa condotta il 24 gennaio 1581 da Norreys e dai suoi uomini risultò decisiva: il gruppo riuscì a recuperare diverse provviste al nemico oltre a distruggere alcuni cannoni degli spagnoli, infliggendo perdite alle truppe regie per 400 uomini (la maggior parte dei quali fatti prigionieri).
Il 23 febbraio 1581, la situazione per gli assedianti era disperata. Molti, incluso Lalaing, apparivano malati. Con carenze di viveri e munizioni, Lalaing non poteva né aspettare la fine dell'inverno né recuperare altre provviste e pertanto decise di abbandonare l'assedio e di ritirarsi coi suoi uomini.

## Conseguenze
Steenwijk persistette durante i quattro mesi di assedio sotto la guida del capitano Johan van den Kornput e sopravvisse per l'intervento del capitano Norreys e dei rifornimenti che questi portò. Le forze spagnole subirono un'ulteriore sconfitta a Kollum nel luglio del 1581, inseguite e sconfitte ancora una volta dalle truppe di Norrey, questa volta sino alla morte di Lalaing.
Nel novembre del 1582, gli spagnoli, guidati da Juan Baptista de Tasis, tornarono. Steenwijk venne investita in pieno e le forze protestanti abbandonarono ben presto la città. Steenwijk, ora divenuta una fortezza spagnola, aveva conservato solo cinquanta dei propri abitanti originari. Solo le regioni della Zelanda, di Utrecht e della Frisia rimanevano nelle mani dei ribelli olandesi. In breve tempo la locale guarnigione, guidata da Anthonie de Coquele, raggiunse i 1000 uomini tra spagnoli, italiani, valloni e borgognoni.
Il 28 maggio 1592, il principe Maurizio d'Orange organizzò un esercito di 8000 uomini e riconquistò gran parte della provincia. Tutte le strate verso e da Steenwijk erano chiuse e la città venne assediata ancora una volta. Il 5 luglio 1592, dopo 44 giorni di fiero assedio, gli spagnoli si arresero. Steenwijk era ormai una città in rovina. Si dovrà attendere sino al 1597, dopo un fallito attacco degli spagnoli sotto Hendrik van den Bergh, perché il consiglio di stato trovasse le risorse per ricostruire le difese della città.